# Noch pered Rozhdestvom
Noch pered Rozhdestvom é um filme de comédia russo de 1913 dirigido por Ladislas Starevich.

## Enredo
Na véspera de Natal, o Diabo veio visitar uma bruxa chamada Solokha. Eles voam juntos em uma vassoura, após o que o Diabo levou um mês e o escondeu em um trapo. A noite cai e os cossacos bêbados vão para casa. Os cossacos bêbados na escuridão que se seguiu não podem entrar nos pneus e decidir ir para casa. Solokha os esconde em bolsas para que não se vejam.

## Elenco
- Ivan Mozzhukhin
- Olga Obolenskaya...	Oksana
- Lidiya Tridenskaya
- Pyotr Lopukhin
- Aleksandr Kheruvimov